# James Ramsay Hunt
James Ramsay Hunt (Filadelfia, 1º febbraio 1874 – Katonah, 22 luglio 1937) è stato un neurologo statunitense.

## Biografia
Dopo la laurea in medicina, conseguita nel 1893 presso l'Università della Pennsylvania, si trasferisce per motivi di studio a Parigi, Vienna e Berlino. Di ritorno negli Stati Uniti inizia a praticare la neurologia alla facoltà di medicina della Cornell University tra il 1900 e il 1910, dedicando la maggior parte dei suoi studi all'anatomia e alla patologia del corpo striato e del sistema extrapiramidale. Durante la prima guerra mondiale serve come tenente prima, come tenente colonnello poi, in Francia presso il servizio di neuropsichiatria degli Army Medical Corps. Nel 1924 viene nominato professore di neurologia presso la Columbia University.

## Eponimi
Ramsay Hunt descrisse tre sindromi che portano il suo nome:
- La sindrome di Ramsay Hunt tipo I, chiamata anche sindrome cerebellare di Ramsay Hunt, una rara forma di degenerazione cerebellare caratterizzata da epilessia mioclonica, atassia progressiva, tremore e demenza[1][2];
- La sindrome di Ramsay Hunt tipo II, causata da riattivazione del virus Herpes zoster a livello del ganglio genicolato e caratterizzata da una presentazione clinica variabile, compresi paralisi di Bell, ipoacusia, vertigine e dolore[3][4];
- La sindrome di Ramsay Hunt tipo III, anche chiamata malattia di Hunt, una neuropatia della branca palmare profonda del nervo ulnare di origine professionale[5].

Sono inoltre note:
- l'atrofia di Ramsay Hunt, con cui si definisce la degenerazione dei piccoli muscoli della mano in assenza di perdita di sensibilità;
- la zona di Ramsay Hunt, un'area specifica della cute innervata dal ganglio genicolato del nervo intermedio;
- la paralisi di Ramsay Hunt, una sindrome parkinsoniana con clinica sovrapponibile con quella della malattia di Parkinson, sebbene meno intensa.